# 増田悦佐
増田 悦佐（ますだ えつすけ、筆名：米口胡、よねぐちえびす1949年12月6日- ）は、日本の証券アナリスト、評論家。ニューヨーク州立大学助教授、HSBC証券シニア・アナリスト、JPモルガンシニア・アナリスト等を経て、フリーの経済アナリスト・文明評論家。
YouTube、ウェブマガジン、ブログなどでも精力的に発信中。

## 略歴
東京都生まれ。1973年一橋大学経済学部卒業、1975年、一橋大学大学院経済学研究科博士前期課程修了（修士学位を取得）、一橋大学大学院経済学研究科博士後期課程進学。指導教官は中川学。1979年、ジョンズ・ホプキンズ大学修士号取得、1981年ジョンズ・ホプキンス大学大学院経済学部・歴史学部博士課程単位取得。フルブライト・プログラムによる旅費支給とジョンズ・ホプキンス大学授業料支給を受ける。
ニューヨーク州立大学バッファロー校助教授を経て、帰国。
帰国後、証券会社（ユニバーサル証券、ソロモン・ブラザーズ・アジア証券）でアナリストとして活動。建設・住宅・不動産業界を担当する。
HSBC証券東京支店調査部シニア・アナリストを経て、2005年からJPモルガン株式調査部シニア・アナリスト（不動産、建設、住宅業界担当）、2007年6月からプリヴェ ファンド グループ常務執行役員。
2009年ジパング入社、2010年より同社経営企画室シニア・アナリスト。
2015年ジパング退社。

## 人物
米国で大学教員を務めたのち、日本に帰国して証券アナリストに転じるというキャリアを持っている。アナリストとしては珍しく企業に批判的なスタンスで知られ、これは1990年代前半ではきわめてまれなことであった。
評論家としても知られ、著述活動においては、証券アナリストの視点からの経済評論のほか、日本文明と欧米文明の比較を主題とする評論に力を注いでいる。

### 主張
安倍晋三の経済政策「アベノミクス」やリフレーション政策を批判し続けている。
日本のデフレーションについて「緩やかなデフレが続いている日本ほどいい国はない」「デフレで幸せな国づくり・生活スタイルを考えたほうがよく、それが結果的に経済成長に繋がる」と述べている。インフレーションについては「（インフレは）一部の恵まれた連中だけが儲けて、庶民には恩恵が及ばない、国民の99%が泣きを見る経済状態である」と述べている。

## 著書
- 『地価暴落はこれからが本番だ。－家を持っている人持とうとしている人持つまいと考えている人すべてに捧ぐ』ベストセラーズ、2000年
- 『東京圏これから伸びる街－街を選べば会社も人生も変わる』講談社、2002年
- 『高度経済成長は復活できる』文春新書、2004年
- 『国家破綻はありえない』PHP研究所、2006年
- 『日本型ヒーローが世界を救う！』宝島社、2006年
- 『大阪経済 大復活』PHP研究所、2007年
- 『日本文明・世界最強の秘密』PHP研究所、2008年
- 『格差社会論はウソである』PHP研究所、2009年 ISBN 978-4569703664
- 『東京「進化」論 伸びる街・変わる街・儲かる街』朝日新書 2009
- 『内向の世界帝国 日本の時代がやってくる』NTT出版、2009
- 『クルマ社会・7つの大罪 アメリカ文明衰退の真相』PHP研究所、2010
- 『奇跡の日本史 「花づな列島」の恵みを言祝ぐ なぜわが国には奴隷制と宗教戦争がなかったのか?』PHP研究所 2010
- 『いま日本経済で起きている本当のこと 円・ドル・ユーロ大波乱!』ビジネス社 2010年
- 『いま世界経済で起きている大変なこと 奈落の底に沈む国、V字回復する国』ビジネス社 2011年
- 『中国、インドなしでもびくともしない日本経済 新興国市場の虚構を暴く』PHP研究所 2011年
- 『3・11に勝つ日本経済』PHP研究所 2011
- 『それでも「日本は死なない」これだけの理由 なぜ欧米にできないことができるのか』講談社 2011年
- 『2012年空前の日本投資ブームが始まる 日本と日本人がいまできること、すべきこと』PHP研究所 2011
- 『日本と世界を揺り動かす物凄いこと』マガジンハウス、2011年
- 『マネジメントの日米逆転が始まる』PHP研究所 2011
- 『経済論争の核心はここだ―アダム・スミスに学べ』NTT出版 2011 ISBN 978-4-7571-2284-0
- 『危機と金(ゴールド)』東洋経済新報社 2011
- 『いま資産を守るためにいちばん大切なこと 大恐慌を読み解く10の真実』徳間書店 2012 ISBN 978-4-19-863326-4
- 『新・東京圏これから伸びる街 メガロポリス新名所』PHP研究所 2012
- 『7日で知識がガラリと変わる増田悦佐の経済教室』晋遊舎 2012
- 『世界経済の覇権史 辺境ゆえに日本の世紀がやってくる』幸福の科学出版 2012
- 『世界は深淵をのぞきこみ、日本は屹立する』東洋経済新報社、2012
- 『日本と世界を直撃するマネー大動乱』マガジンハウス 2012
- 『「マネー大動乱」時代を生きぬく情報活用術』マガジンハウス 2012
- 『お江戸日本は世界最高のワンダーランド』講談社+α新書 2013
- 『中国自壊 賢すぎる支配者の悲劇』東洋経済新報社 2013年 ISBN 978-4-492-44396-5
- 『経済学「七つの常識」の化けの皮をはぐ アベノミクスで躍り出た魑魅魍魎たち』PHP研究所 2013
- 『高度成長は世界都市東京から 反・日本列島改造論』ベストセラーズ 2013
- 『そして、生き残るのは日本だけ! 行きづまりの米国、崩壊に向かう中国、静かに滅びるEU、プラグマティズム国家崩壊の時代』ワック 2013
- 『そして2014年、日本経済が甦る 世界は世紀末という大転換を迎える』ビジネス社 2013
- 『デフレ救国論 本当は怖ろしいアベノミクスの正体』徳間ポケット 2013
- 『2014年世界3大経済の同時崩壊に備えよ そのとき日本が世界の覇権国家となる』徳間書店 2013
- 『最強の資産は円である!株は2020年までに売り払え』ビジネス社 2018
- 『アイドルなき世界経済:女性の明るさと幼児進行が日本の未来を救う』ビジネス社 2020
- 『新型コロナウイルスは世界をどう変えたか』ビジネス社 2020
- 『投資はするな!』ビジネス社 2020
- 『日本人が知らない トランプ後の世界を本当に動かす人たち』徳間書店　2021
- 『やはり金だ』ワック　2021
- 『米中「利権超大国」の崩壊』 ビジネス社 2021
- 『クルマ社会・7つの大罪 増補改訂版　自動車が都市を滅ぼす』土曜社　2021
- 『日本再興-世界が江戸革命を待っている-』ビジネス社 2021
- 『恐怖バブルをあおる 世界経済はウソばかり！』ビジネス社　2022
- 『人類9割削減計画-飢餓と疫病を惹き起こす世界政府が誕生する-』ビジネス社　2022
- 『生成AIは電気羊の夢を見るか？-錯乱する人工知能に明日はない-』ビジネス社　2023
- 『アメリカ消滅-イスラエルと心中を選んだ史上最強の腐敗国家-』ビジネス社　2024 ISBN 9784828426235
- 『米国株崩壊前夜-詐欺まがいの循環取引疑惑でアメリカ金融市場は壊滅する！-』ビジネス社　2024 ISBN  9784828426693

### 共著
- 『地価は下がる・日本は再生する』（『ジパン戦記』3（不動産戦線））（共著：大竹愼一）フォレスト出版、1999年
- 『2010年世界経済大予言―大恐慌を逆手にとる超投資戦略』（共著：松藤民輔）2009年、ビジネス社
- 『史上最強の都市国家ニッポン 逆・日本列島改造論』（共著：三橋貴明）幸福の科学出版、2010
- 『それでも、日本が一人勝ち！―秘密は世界に誇る中流の常識力』(共著：日下公人)ワック 2012 ISBN 978-4-89831-175-2

### 翻訳
- ポール・オリヴァー『ブルースの歴史』（米口胡＝増田悦佐訳、日暮泰文解説）土曜社、2020年 - 旧版：晶文社（1978年）を増補改訳